# Monognathus taningi
Monognathus taningi är en fiskart som beskrevs av Bertin, 1936. Monognathus taningi ingår i släktet Monognathus och familjen Monognathidae. Inga underarter finns listade i Catalogue of Life.